# كاي لوك برومر
كاي لوك برومر (بالأفريقانية: Kai Luke Brümmer)‏ (مواليد 17 فبراير 1993) هو ممثل جنوب أفريقي، اشتهر بدور "نيكولاس" بفيلم موفي عام 2019. صنفته صحيفة الغارديان كواحد من أفضل الوافدين الجدد والناشئين في مهرجان البندقية السينمائي السادس والسبعين.

## حياته
ولد برومر جوهانسبرغ لأبوين جاك وناتالي ونشأ في منطقة هينلي في كليب. تعرف على التمثيل من قبل والدته التي كانت تعمل معلمة مسرح. التحق بكلية سانت جون بجوهانسبرج. تخرج في عام 2016 بدرجة البكالوريوس في المسرح بامتياز في التمثيل من جامعة كيب تاون. كان لفترة وجيزة مدير حلبة سيرك.

## قائمة الأعمال

### الأفلام
| السنة | اسم الفيلم                        | الدور                 | ملاحظات      |
| ----- | --------------------------------- | --------------------- | ------------ |
| 2017  | أشعله حماساً: تحدي التشجيع العالمي | الصبي المشجع          |              |
| 2019  | موفي                              | نيكولاس فان دير سوارت |              |
| 2020  | "ماستر هارولد"... والفتيان        | هالي                  | Recording    |
| 2020  | كشك التقبيل 2                     | بودي                  | أفلام نتفلكس |
| 2022  | Eraser: Reborn                    | Deputy Oltcheck       |              |